# ماجراهای تقی جان
ماجراهای تقی جان یک مجموعه عروسکی تلویزیونی محصول سال ۱۳۸۳ به کارگردانی مرضیه محبوب، نویسندگی حسین مرتضاییان، شادی پورمحمدی می‌باشد که از برنامه کودک و نوجوان شبکه دو پخش شد.

## بازیگران
- مریم سعادت
- یوسف صیادی
- ابراهیم‌آبادی
- احمدرضا اسعدی
- باقر صحرارودی
- پرستو گلستانی
- تورج نصر
- حسین محب‌اهری
- خسرو احمدی
- سایان فرخی
- ستاره اسکندری
- سعید آقاخانی
- شهاب عباسی
- شهرزاد عبدالمجید
- شیوا بلوریان
- عباس محبی
- علی عمرانی
- علیرضا جاویدنیا
- کیومرث ملک‌مطیعی
- لیلی رشیدی
- مرضیه محبوب
- منوچهر نوذری
- مهرداد نظری

## عوامل تولید
- کارگردان هنری: حسن پورشیرازی (سری اول تا سوم) - مرضیه محبوب (سری چهارم)
- کارگردان تلویزیونی: علی رهبر
- نویسندگان: شادی پورمحمدی و حسین مرتضائیان آبکنار
- موسیقی سری چهارم: فرید نوایی
- طراح لباس: نیلوفر محلاتی
- طراح گریم: حمید حمزه
- ساخت عروسک تقی: مرضیه محبوب
- گوینده عروسکی تقی: هنگامه مفید
- عروسک‌گردان: دنیا فنی زاده
- طراحی ساخت عروسک و بازی‌دهنده: زهرا جواهری
- تهیه‌کننده: علی‌اصغر آزادان